# Брно-Головне
Головний вокзал Брно — головний залізничний вокзало у Брно. Залізнична станція розташована в центрі міста на колишньому укріпленні стіни, в декількох хвилинах ходьби від найважливіших міських будівель. Це одна з найстаріших залізничних станцій Чехії, яка експлуатується з 1839 року.

## Історія

### Перший будинок вокзалу

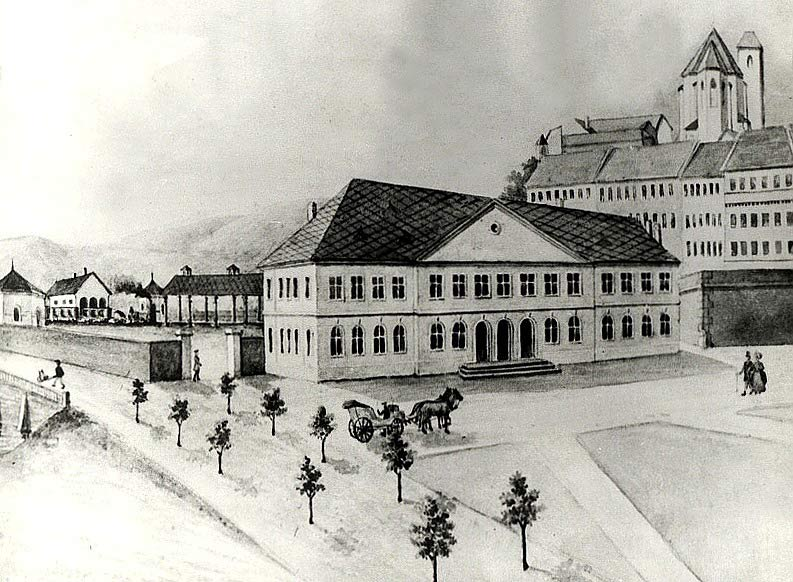
Будинок вокзалу. Вересень 1838

Головний залізничний вокзал Брно був побудований в 1838 році, один із перших залізничних вокзалів у світі. Це була кінцева лінія від Відня до Брно, одна з гілок імператора Фердинанда Північної залізниці. 16 листопада 1838 р. Він був введений в експлуатацію для випробувань та виставок, а 7 липня 1839 року став повністю комерційним. Спочатку він був спроектований як кінцева станція австрійським архітектором Антоном Юнглінгом.

### Другий будинок вокзалу
Залізнична станція стала наскрізною після будівництва суперницької Північної залізниці в 1849 році. Як тільки рух на залізничній станції, яка була зайнята двома конкуруючими компаніями, почало зростати, деякі обмеження простору спричинили за скошеною формою між двома сегментами полігонального принципу Брно Рінгштрассе.

### Нинішний будинок вокзалу
На рубежі 19-20 століття бокові крила окремих компаній були з'єднані єдиним залом (вхідним залом), який служив обом. Автором цієї частково будівлі в стилі модерн був архітектор Йозеф Оєм. Зал має контур 18х25 метрів. Найстаріший поперечний метрополітен веде по своїй осі під платформою 4. Будівництво залу було закінчено у 1904 році. Залізничний вокзал був частково покритий (лише візуально), модернізований в 1947 році архітектором Богуславом Фуксом, востаннє у 1988 році.

## Опис

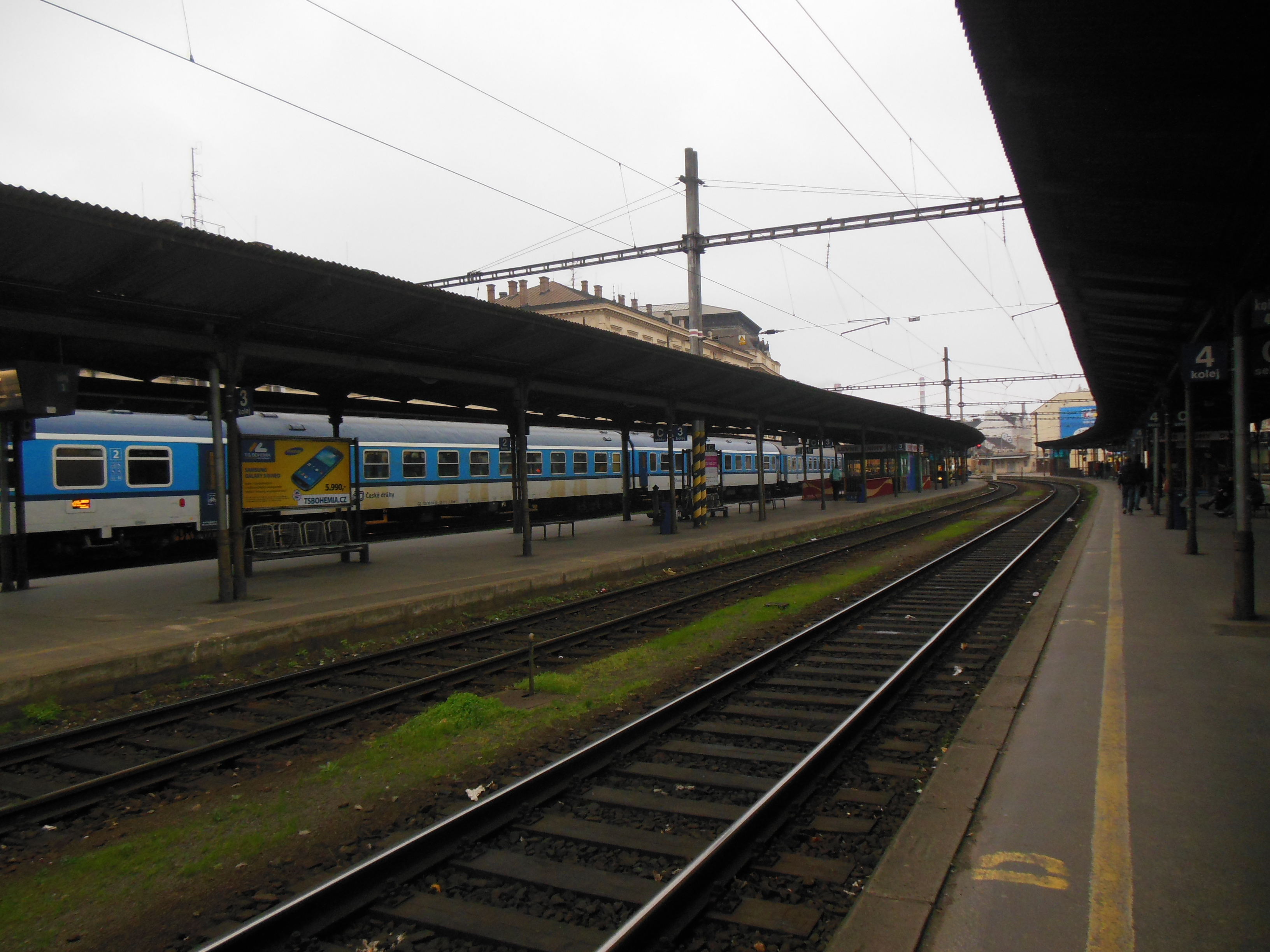
Платформа

Залізнична станція Брно поєднана. Він має 4 наскрізні платформи з 6 лініями та 2 кінцеві платформи. Всього 6 платформ. Наскрізні платформи довжиною 415 і 310 метрів, а в плані вигнуті на букву S. Термінальні платформи прямі і довжиною 350 метрів. Ширина платформ становить 9 метрів і більше. Їх покриття просте, історичне.